# GERB
O Cidadãos pelo Desenvolvimento Europeu da Bulgária (GERB) (em búlgaro: Граждани за европейско развитие на България, герб), é um partido político da Bulgária, liderado pelo ex primeiro-ministro do país, Boyko Borisov.
Criado em 2006, desde então, tem se afirmado como o principal partido político búlgaro, ganhando as eleições legislativas de 2009, 2013 e 2014, formando governo entre 2009 e 2013 e, novamente, entre 2014 até a actualidade. 
De ideologia conservadora , o partido integra o Partido Popular Europeu e a União Internacional Democrata.

## Resultados Eleitorais

### Eleições legislativas
| Data       | CI. | Votos     | %            | +/-     | Deputados | +/- | Status   |
| ---------- | --- | --------- | ------------ | ------- | --------- | --- | -------- |
| 2009       | 1.º | 1 678 583 | 39,7 / 100,0 |         | 117 / 240 |     | Governo  |
| 2013       | 1.º | 1 081 605 | 30,5 / 100,0 | 9,2     | 97 / 240  | 20  | Oposição |
| 2014       | 1.º | 1 072 491 | 32,7 / 100,0 | 2,2     | 84 / 240  | 13  | Governo  |
| 2017       | 1.º | 1 147 283 | 32,7 / 100,0 | Estável | 95 / 240  | 11  | Governo  |
| 2021 - I   | 1.º | 837 707   | 25,8 / 100,0 | 6,9     | 73 / 240  | 22  | -        |
| 2021 - II  | 2.º | 642 165   | 23,2 / 100,0 | 2,6     | 60 / 240  | 13  | -        |
| 2021 - III | 2.º | 596 456   | 22,4 / 100,0 | 0,8     | 57 / 240  | 3   | Oposição |
| 2022       | 1.º | 634 627   | 24,5 / 100,0 | 2,1     | 64 / 240  | 7   | -        |
| 2023       | 1.º | 669 924   | 25,4 / 100,0 | 0,9     | 67 / 240  | 3   | -        |
| 2024       | 1.º | 530 658   | 24,0 / 100,0 | 1,4     | 66 / 240  | 1   |          |

### Eleições presidenciais
| Data | Candidato apoiado  | 1ª Volta | 1ª Volta  | 1ª Volta     | 2ª Volta | 2ª Volta  | 2ª Volta     |
| Data | Candidato apoiado  | CI.      | Votos     | %            | CI.      | Votos     | %            |
| ---- | ------------------ | -------- | --------- | ------------ | -------- | --------- | ------------ |
| 2011 | Rosen Plevneliev   | 1.º      | 1 349 380 | 40,1 / 100,0 | 1.º      | 1 698 136 | 52,6 / 100,0 |
| 2016 | Tsetska Tsacheva   | 2.º      | 840 635   | 22,0 / 100,0 | 2.º      | 1 256 485 | 36,2 / 100,0 |
| 2021 | Anastas Gerdzhikov | 2.º      | 610 862   | 22,8 / 100,0 | 2.º      | 733 791   | 31,8 / 100,0 |

### Eleições europeias
| Data | CI. | Votos   | %            | +/- | Deputados | +/-     |
| ---- | --- | ------- | ------------ | --- | --------- | ------- |
| 2007 | 1.º | 420 001 | 21,7 / 100,0 |     | 5 / 18    |         |
| 2009 | 1.º | 627 693 | 24,4 / 100,0 | 2,7 | 5 / 18    | Estável |
| 2014 | 1.º | 680 838 | 30,4 / 100,0 | 6,0 | 6 / 17    | 1       |
| 2019 | 1.º | 607 194 | 31,1 / 100,0 | 0,7 | 6 / 17    | Estável |
| 2024 | 1.º | 474 059 | 23,6 / 100,0 | 7,5 | 4 / 17    | 2       |